# Olivier Messiaen
Olivier Messiaen (10. prosince 1908 Avignon – 27. dubna 1992 Clichy) byl francouzský hudební skladatel.

## Život
Na pařížské konzervatoři byli jeho učiteli Marcel Dupré a Paul Dukas. Od 30. let 20. století působil jako varhaník v pařížském kostele Svaté Trojice. V roce 1942 se stal na pařížské konzervatoři profesorem harmonie a témže roce se seznamuje se svojí druhou ženou Yvonne Loriodovou, která se stala hlavní klavírní interpretkou jeho skladeb. Od roku 1966 působil skladatel jako profesor kompozice. Mezi jeho žáky patří Pierre Boulez, Karlheinz Stockhausen a Iannis Xenakis.

## Dílo
V 50. letech 20. století jej ovlivnila dvanáctitónová hudba a stává se průkopníkem serialismu. Inspiruje se matematickými strukturami a zajímá se vedle hudby středověké také o indickou rytmiku. Jeho hudební styl je nezvykle pestrý, od tonální a harmonické hudby až po vyhraněně rytmický styl a strukturu. V jeho skladbách je častým prvkem symetrie, často lze najít palindromické rytmy, jako melodický materiál bývají použité módy s omezenou transponovatelností, které Messiaen sám vytvořil.
Je velkým inspirátorem poválečné hudební generace, a proto bývá řazen mezi poválečnou avantgardu.
Většina jeho skladeb je zasvěcena křesťanské tematice. Vybírá si témata z katolické věrouky a soustředí se na velká eschatologická témata. Podle svého přesvědčení, vysloveného v roce 1938, považuje své dílo za „akt víry oslavující mystérium Kristovo“.
- Písně nebe a země pro hlas a klavír představuje mystickou svatbu nebes se zemí (1938).
- Oslavené tělo pro varhany (1939).
- Dvacet pohledů na dítě Ježíše (1940) pro piano.
- Kvartet pro konec času pro housle violoncello, klarinet a klavír vzniká pod dojmem válečného nasazení a následného zajetí (1941).
- Tři malé liturgie božské přítomnosti pro ženský sbor a orchestr (1943–1944)
- Barvy nebeského města pro orchestr a sólový klavír, xylofon, marimbu a 3 skupiny bicích nástrojů (1963).
- Proměnění našeho Pána Ježíše Krista pro hlas a orchestr (1965–1969).

V letech 1975–1983 napsal operu Svatý František z Assisi
Skladatel často používá elektronický nástroj Martenotovy vlny. Ve Třech malých liturgiích používá vedle ženského sboru Martenotovy vlny, sólový klavír, celestu, vibrafon, skupinu bicích nástrojů a smyčcový orchestr. Ve skladbě dosahuje neobvyklé barevnosti a takřka živelné, nepietní atmosféry plné života a dynamiky. Tato skladba na vlastní skladatelův text při své premiéře v roce 1945 měla blízko ke skandálu.
Mezi varhanní skladby patří Meditace nad tajemstvím Svaté Trojice (1969) pro varhany, kde jednotlivé části opatřil vlastními úvahami inspirovanými trojiční naukou teologické summy Tomáše Akvinského nebo liturgií mešního kánonu. Do této kategorie patří Kniha pro varhany (1951) nebo Nanebevstoupení (1933–1934).
Významné jsou i jeho klavírní skladby, zejména experimentální a nesmírně obtížné Čtyři etudy rytmu (1949–1950). V jedné z etud používá čtyři řady různých tónových délek a sil (řadu různých druhů úhozů, řadu silových intenzit, řadu tónových délek a tři dvanáctitónové řady tónových výšek). Vzniká čistě abstraktní kompozice pevně svázaná strukturou, avšak na úkor vnější srozumitelnosti pro posluchače. Myšlenku organizace a struktury zvukových prvků lze nalézt i v cyklu pro dva klavíry Představy slova Amen provedeného v Paříži 10. května 1943. Cyklus má sedm částí podle dní stvoření světa. Skladatel hudebním jazykem sám například zachycuje (a tvoří) kruhový pohyb hvězd nebo oběhy planet za užití různých intervalů a barev hudební látky, jíž nejsou cizí geometrické pojmy. V jedné části používá výsledky svého dlouholetého experimentu se zachycováním ptačího zpěvu a jeho převádění do hudební řeči.
Studium ptačího zpěvu se stalo vedle okouzlení přírodou skladatelovým celoživotním zájmem. Přineslo řadu samostatných cyklů, mezi něž patří Exotičtí ptáci (1955–1956) pro orchestr a klavír nebo Katalog ptáků (1956–1958) pro klavír.
Své hudební názory vyjádřil v knize Techniky mého hudebního jazyka (1944), kde oslavuje „sluchový vjem rozkošnicky rafinovaných radostí v mihotavé hudbě“. To dokládá skladba Chronochromie (1960) pro orchestr, zvonkohru, xylofon, marimbu a 3 skupiny bicích nástrojů, kde uplatňuje efekt synestezie (vyvolání barevného vjemu pomocí tónů).
Značnou část Messiaenova díla zabírá téma lásky k životu, vyjádřené ve volném písňovém triptychu na téma Tristana a Isoldy (1943–1948). Ústředním tématem je osudová láska překračující hranice lidské tělesnosti a myšlení.
- Harawi s podtitulem Zpěvy lásky a smrti (1945) je skladbou pro ženský soprán a klavír. V jazyce quiché značí harawi milostné písně, které končí smrtí obou milenců.
- Symfonie Turangalila (1948). Samotný název skladby obsahuje dvě sanskrtská slova s významy milostné hry, pohybu, života, času a smrti. Také rytmus skladby vychází z indických rág.
- Pět zpěvů pro dvanáct smíšených hlasů (1949) se zpívá umělým jazykem, který vytvořil sám skladatel.